# Johann Philipp Krebs
Johann Philipp Krebs (* 7. Juli 1771 in Glaucha bei Halle; † 28. September 1850 in Weilburg) war ein deutscher Klassischer Philologe und Gymnasiallehrer.

## Leben
Krebs wurde auf dem humanistischen Gymnasium zu Halle (Saale) vorgebildet und studierte 1788–95 bei Friedrich August Wolf Klassische Philologie in Halle. 1795 wurde er Collaborator am Gymnasium Philippinum in Weilburg. 1800 wurde er zum Conrector ernannt. Bis zu seiner Pensionierung 1837 lehrte und forschte er am Philippinum. Anlässlich seines 50-jährigen Jubiläums als Lehrer und Forscher veranstaltete die Stadt Weilburg 1845 ein Fest zu seinen Ehren.
Krebs ist Autor zahlreicher Lateinlehrbücher, die im 19. Jahrhundert weite Verbreitung fanden. Besonders beschäftigte er sich mit lateinischer Stilistik und veröffentlichte ein Werk Anleitung zum Lateinschreiben, in dessen dritter Auflage 1822 erstmals der viel rezipierte Antibarbarus der lateinischen Sprache enthalten war, der wichtige Aussagen zum klassischen Gebrauch des Lateinischen macht. Der Antibarbarus wurde 1832 aus dem Werk ausgekoppelt und seitdem mehrmals neu herausgegeben. Er erschien auch in englischer Sprache (Guide for Writing Latin in Übersetzung von Samuel H. Taylor, 1845). Nach dem Tode von Krebs besorgte Franz Xaver Allgayer die fünfte Auflage 1867. Die siebte, letzte Auflage von Joseph Hermann Schmalz erschien 1907 und wurde zuletzt 1984 reproduziert.
Krebs verfasste auch eine griechische Grammatik. Sein Sohn Rudolf Krebs (1804–1881), der ebenfalls am Weilburger Gymnasium unterrichtete, gab sie 1836 in sechster Auflage heraus.

## Schriften (Auswahl)
- Sophoclis Philoctetes, Euripidis Hecuba, Medea, Iphigenia In Aulide. In usum scholarum et academiarum recudit et varietate lectionis Augeri curavit D. Aug. Hermann. Niemeyer. Editio altera emendatior cui indicem copiosissimum adiecit Ioannes Philippus Krebs. Halle 1797
- Des P. Ovidius Naso Festkalender. Frankfurt am Main 1799 (Des P. Ovidius Naso sämtliche Werke übersetzt 3)
- Griechisches Lesebuch für die ersten Anfänger nebst einer kurzen Grammatik. Frankfurt am Main 1801. 4., verbesserte Ausgabe 1819. 5., sehr verbesserte Ausgabe 1826
- Des Publius Virgilius Maro Ländliche Gedichte oder zehn Eklogen und Landbau vier Bücher übersetzt und mit Anmerkungen begleitet. Frankfurt 1805 (Virgils Werke verdeutscht 2)
- Lateinisches Lesebuch nach der Stufenfolge der Formenlehre. Gießen 1810. 4., verbesserte und mit Anhängen vermehrte Ausgabe 1820
- Anleitung zum Lateinischschreiben in Regeln und Beispielen zur Uebung. Frankfurt am Main 1819. 4., verbesserte und vermehrte Auflage 1825. 6., verbesserte und vermehrte Auflage 1830. 8., verbesserte und vermehrte Auflage 1837. 11., verbesserte und vermehrte Auflage 1860
- Handbuch der philologischen Bücherkunde für Philologen und gelehrte Schulmänner. Zwei Bände, Bremen 1822–1823
- Praktische Metrik der Lateinischen Sprache in Beispielen zum Lesen und Nachbilden der vorzüglichern bei den Alten vorkommenden Sylbenmaaße zum Gebrauche in Gelehrten-Schulen. Ein Anhang zu jeder Lateinischen Metrik. Heidelberg/Leipzig 1826
- P. Ovidii Nasonis Fastorum libri sex. Ad optimorum librorum fidem recensuit, lectionis diversitatem et alias observationibus adiecit Io. Phil. Krebsius. Wiesbaden 1826
- M. Tullii Ciceronis Orationes in L. Catilinam IV. et pro P. Sulla. Ex recensione Orelliana cum selecta lectionis diversitate editionum maxime recentiorum et praemissis argumentis Paulli Manutii. Gießen 1828
- Kurze Accentlehre der Griechischen Wörter. Ein ergänzender Nachtrag zu meiner griechischen Grammatik und meinem griechischen Lesebuche. Frankfurt am Main 1830
- Lateinischer Antibarbarus. Nebst Vorbemerkungen über Reinheit und Eleganz der Rede. Frankfurt am Main 1832. Spätere Ausgaben unter dem Titel:
  - Antibarbarus der Lateinischen Sprache. In zwei Abtheilungen, nebst Vorbemerkungen über reine Latinität. 2. verbesserte und stark vermehrte Auflage 1837. 3. umgearbeitete und vermehrte Auflage 1843
- Vitam Caroli Sigonii, viri singulari virtute, moribus, ingenio, doctrina, meritis praediti ad imitandum iuventuti, exposuit, indicemque eius librorum abiecit Jo. Phil. Krebsius. Weilburg 1837 (Schulprogramm)
- Carl Sigonius, einer der größten Humanisten des sechszehnten Jahrhunderts, ein Vorbild aller Studirenden. Frankfurt am Main 1840